# Кур (приток Тускари)
Кур — малая река в Курской области России. Длина — 17 км, площадь бассейна — 69 км². Берёт своё начало севернее г. Курска в верховьях лога Кур у деревни Сотниково, впадает в реку Тускарь в черте города около площади Добролюбова. По имени реки Кур получил своё название г. Курск. На расположенном в пределах города участке реки при строительстве дорог через её русло построено три плотины: во всех случаях вверх по течению образованы запруды. Конечный участок реки (от пересечения улиц Сосновской и Большевиков до улицы Сонина) заключён в подземную трубу. Вблизи впадения в Тускарь ширина реки всего 2—4 метра, глубина 20—40 сантиметров и скорость течения 0,4—0,7 метра в секунду.